# Barry Veneman
Barry (Bazza) Veneman (Zwolle, 22 maart 1977) is een Nederlands motorcoureur.
Voor het jaar 2007 is aan Veneman de Hans de Beaufort-beker van de KNMV toegekend, dat is de hoogste onderscheiding in de Nederlandse motorsportwereld.
Op 20 april 2008 won hij de 24 uur van Le Mans Moto op een Suzuki motorfiets, in een team met Guillaume Dietrich en William Costes (beiden uit Frankrijk).
Op zondag 5 oktober 2008 pakte Veneman zijn eerste podium uit zijn Supersport-carrière. Dit gebeurde op het Franse circuit Magny-Cours. Na een enerverende race met bloedstollende inhaalacties bleef alleen Andrew Pitt hem voor. Veneman bezorgde op deze dag tevens de eerste podiumplek in de Supersport aan Suzuki.

## Carrière
| Jaar              | Klasse             | Team               | Merk                          | Kampioenschap                 | Positie    | Punten   |
| ----------------- | ------------------ | ------------------ | ----------------------------- | ----------------------------- | ---------- | -------- |
| 1995              | Brommerrace        |                    | Kreidler                      | Sportklasse Kreidler          |            |          |
| 1996              | Brommerrace        |                    | Kreidler                      | Sportklasse Kreidler          |            |          |
| 1997              | ONK Supersport 400 |                    | Kawasaki KR1S                 | Open Nederlands Kampioenschap | 10e plaats |          |
| 1998              | ONK Supersport 400 | Team Bos Electro   | Kawasaki ZXR400               | Open Nederlands Kampioenschap | 1e plaats  |          |
| 1999              | ONK Supersport 600 | Team Ten Kate      |                               | Open Nederlands Kampioenschap | 6e plaats  |          |
| 2000              | EK Superstock      |                    |                               | Europees Kampioenschap        | 8e plaats  |          |
| 2001              | 500cc              | Team DeeCee Jeans  |                               | Wereldkampioenschap           | 24e plaats | 4 punten |
| 2002              | Supersport 600     |                    |                               | Nederlands Kampioenschap      | 1e plaats  |          |
| 2003              | Supersport 600     |                    |                               | Nederlands Kampioenschap      | 1e plaats  |          |
| 2004              | ONK Supersport 600 |                    |                               | Open Nederlands Kampioenschap | 2e plaats  |          |
| 2005              | ONK Supersport 600 |                    |                               | Open Nederlands Kampioenschap |            |          |
| WK Supersport 600 |                    |                    | Wereldkampioenschap           | 14e plaats                    |            |          |
| 2006              | WK Supersport 600  |                    |                               | Wereldkampioenschap           | 22e plaats |          |
| 2007              | WK Supersport 600  |                    |                               | Wereldkampioenschap           | 8e plaats  |          |
| ONK Superbike     |                    |                    | Open Nederlands Kampioenschap | 2x 1e plaats 1x 2e plaats     |            |          |
| 2008              | WK Supersport 600  |                    |                               | Wereldkampioenschap           | 8e plaats  |          |
| Endurance         | Team SERT          | Suzuki GSX-R1000   | 24 uur van Le Mans            | 1e plaats                     |            |          |
| 2009              | WK Supersport 600  | Team Hoegee Suzuki | Suzuki GSX-R600               | Wereldkampioenschap           |            |          |
| ONK Superbike     |                    | Suzuki GSX-R1000   | Open Nederlands Kampioenschap |                               |            |          |
| Endurance         | Team SERT          | Suzuki GSX-R1000   | 24 uur van Le Mans            | 3e plaats                     |            |          |
| Bol d'or          |                    |                    |                               |                               |            |          |